# Жоель Бопесу
Жоель Бопесу (фр. Joël Bopesu, нар. 25 січня 1995 року) — французький футболіст, лівий захисник.

## Кар'єра
На дорослому рівні дебютував за «Арль-Авіньйон», у складі якого зіграв один матч у Лізі 2, вийшовши на заміну замість Теджі Саваньє у грі проти «Орлеана» (4:1) 15 травня 2015 року. В подальшому грав за клуб третього дивізіону «Епіналь», та четвертого — «Кале».
На початку 2018 року відправився до Македонії, де грав за клуби «Скоп'є» та «Работнічкі», а у сезоні 2019 року грав за латвійську «Ригу», з якою став чемпіоном країни.
27 січня 2020 року підписав контракт терміном на два роки зі «Львовом».

## Титули і досягнення
- Чемпіон Латвії (1):

Рига: 2019
- Володар Кубка Литви (2):

«Жальгіріс»: 2021, 2022
- Чемпіон Литви (3):

«Жальгіріс»: 2021, 2022, 2024
- Володар Суперкубка Литви (1):

«Жальгіріс»: 2023